# Партанен, Эйно
Эйно Партанен (фин. Eino Partanen; 1902—1962) — финский фотограф и основатель сети фотосалонов Helios Oy.

## Биография
Эйно Партанен был фотографом-самоучкой, хотя и прошёл позднее обучение на фото-курсах. Наиболее широко известен он стал своими фотографиями Выборга, снятыми в 1930-е годы; 431 негатив из своей серии о Выборге е ему удалось сохранить и эвакуировать из города за неделю до окончания Зимней войны, в марте 1940 года.
В период Второй мировой войны Партанен финансово поддерживал возглавляемое Арви Калстаном Национал-социалистическое объединение. Он вложил, в находившуюся в затруднительном финансовом положении, партию около 70 000 марок и передал, весной 1943 года, в пользование партии своё рабочее помещение, находившееся в Хельсинки на улице Кескускату, 1.
Партанен выставил в День независимости в 1947 году в витрине своего салона Helios на Mannerheimintie 10 в Хельсинки фотографии осужденных военным обвинительным трибуналом финских политиков и написал над фотографиями вверху текст: «За нас потерпевшие». Полиция закрыла витрину, а против Партанена было выдвинуто обвинение за надругательство над органами власти и произвол. Хельсинкский городской суд снял все-таки эти обвинения в январе 1948 года.